# Roma Termini
Roma Termini egy vasúti fejpályaudvar Rómában, Olaszországban. Egyike az ország 13 legforgalmasabb pályaudvarának, így a Grandi Stazioni üzemelteti. 1862-ben nyílt meg. Napjainkban számos olaszországi és nemzetközi vonat végállomása. Vonatok indulnak innen Párizs, München, Genova, Bázel és Bécs felé. Nevét a főépülettel szemben található Diocletianus termái ókori épületegyütteséről kapta, homlokzati frízét a Rómában élő híres magyar szobrászművész, Amerigo Tot (Tóth Imre) készítette.

## Vasútvonalak
- Pisa–Róma-vasútvonal
- Róma–Albano-vasútvonal
- Firenze–Róma-vasútvonal
- Firenze–Róma nagysebességű vasútvonal
- Róma–Frascati-vasútvonal
- Róma–Cassino–Nápoly-vasútvonal
- Róma–Formia–Nápoly-vasútvonal
- Róma–Velletri-vasútvonal
- Róma–Sulmona–Pescara-vasútvonal
- Róma–Nápoly nagysebességű vasútvonal

## Belső képek az esti órákban

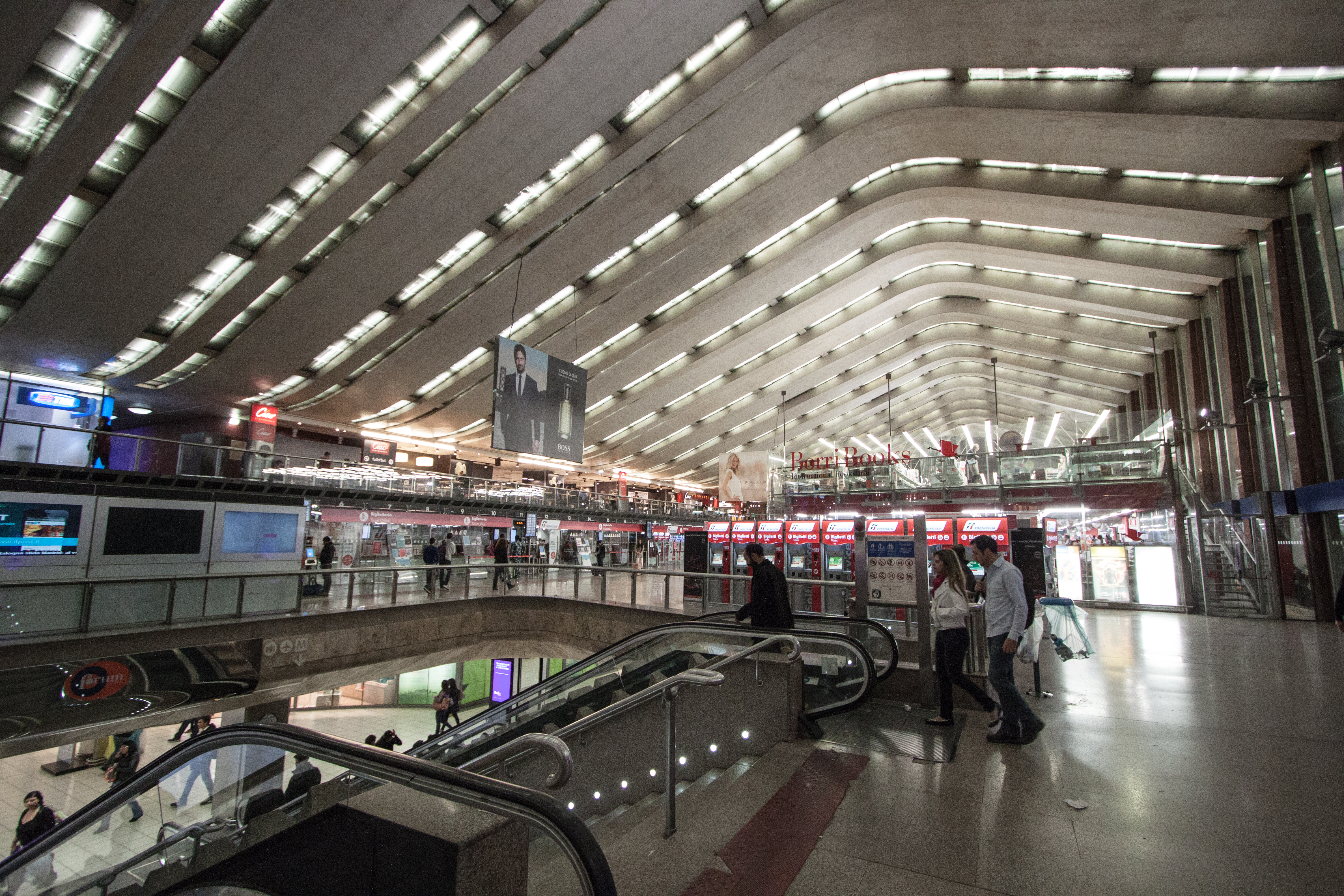
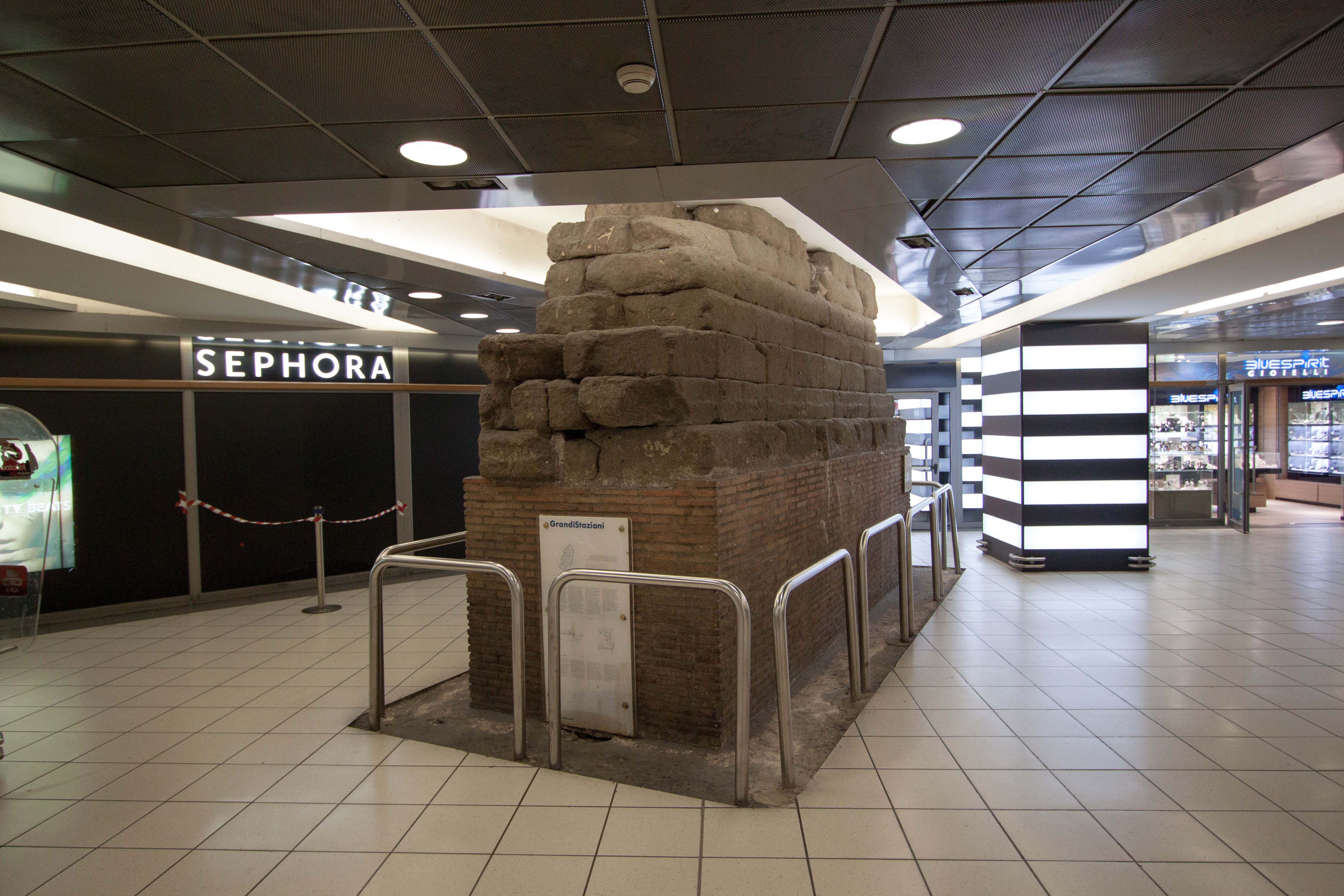
Falmaradványok az i. e. 4. századból
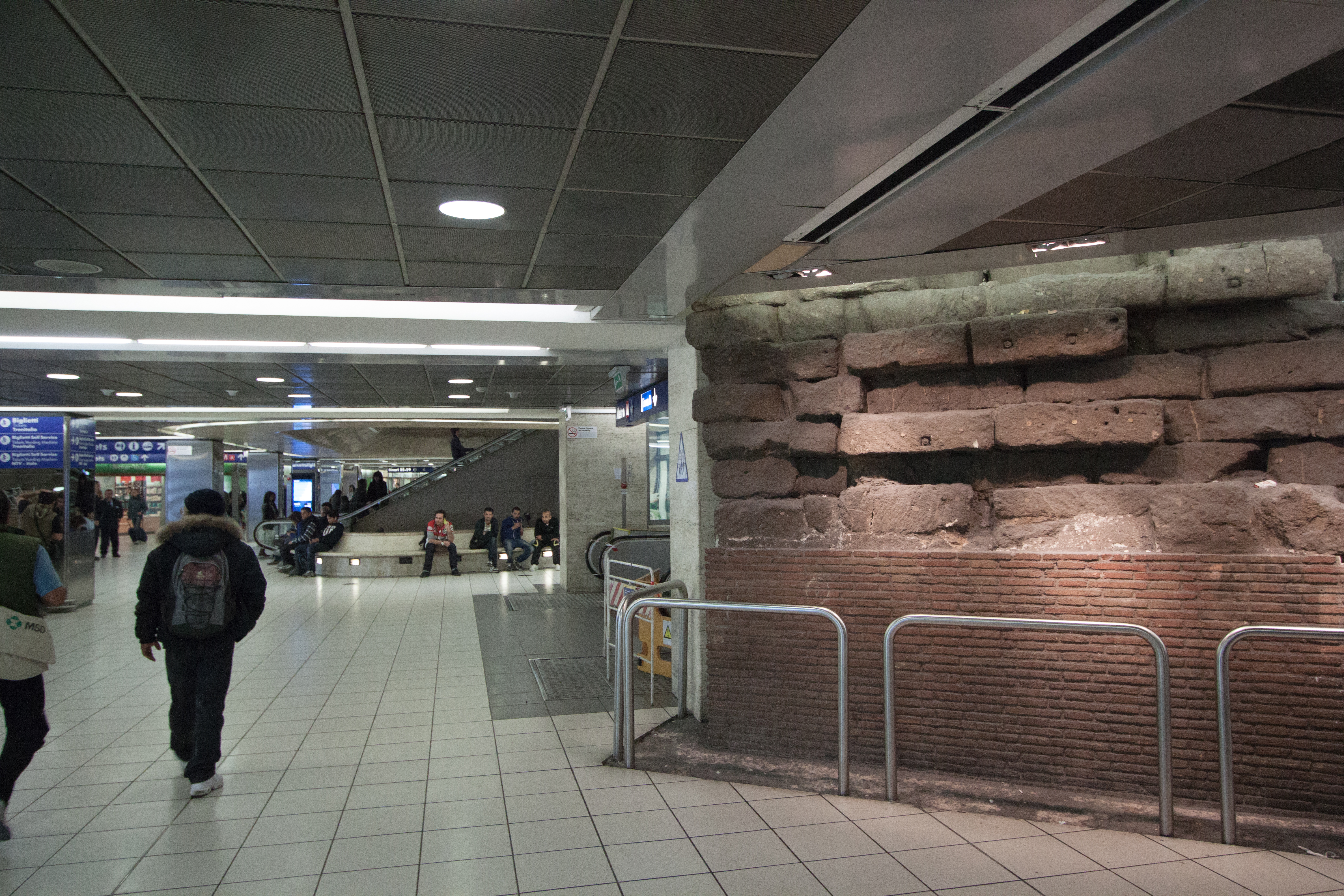
Falmaradványok az i. e. 4. századból
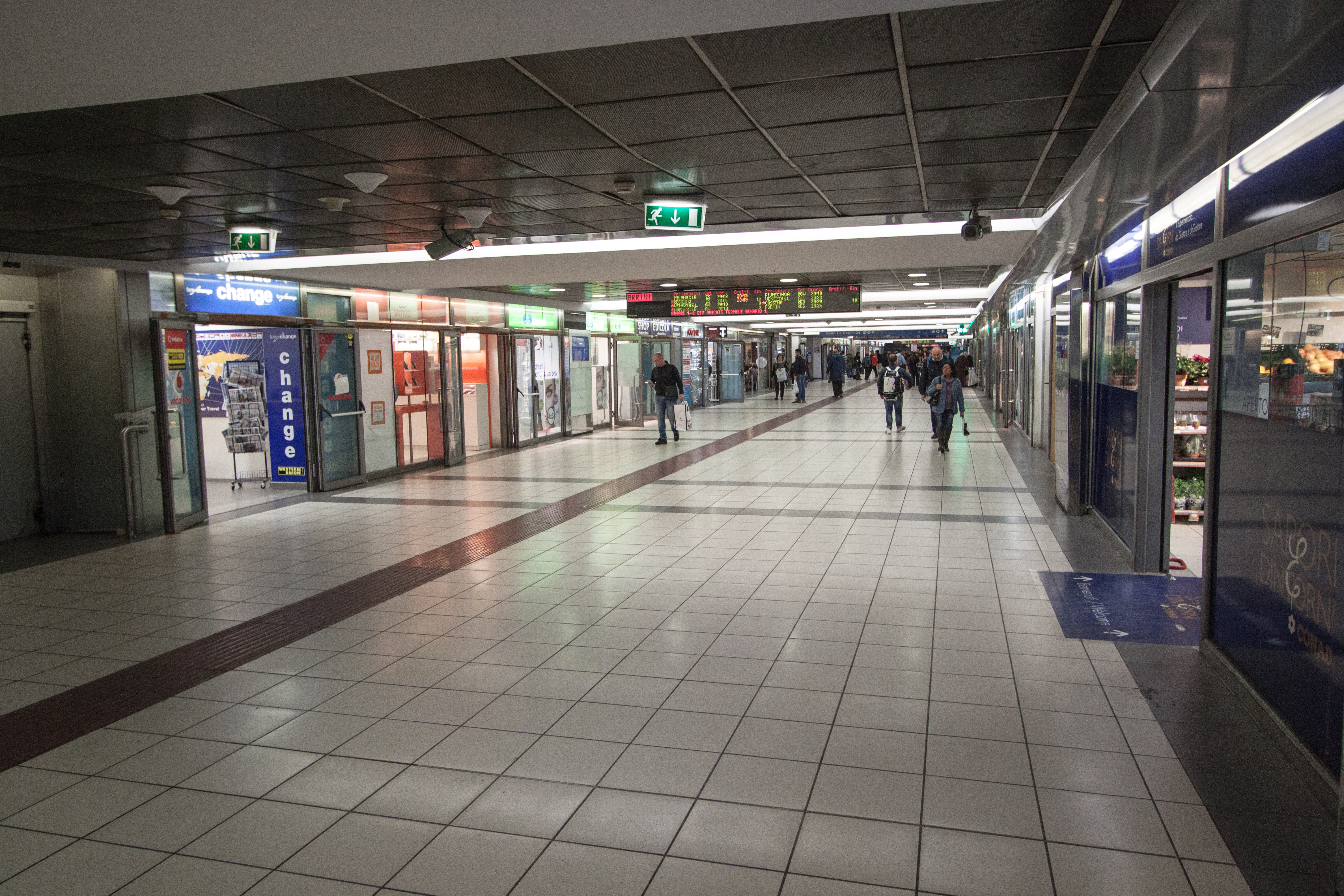
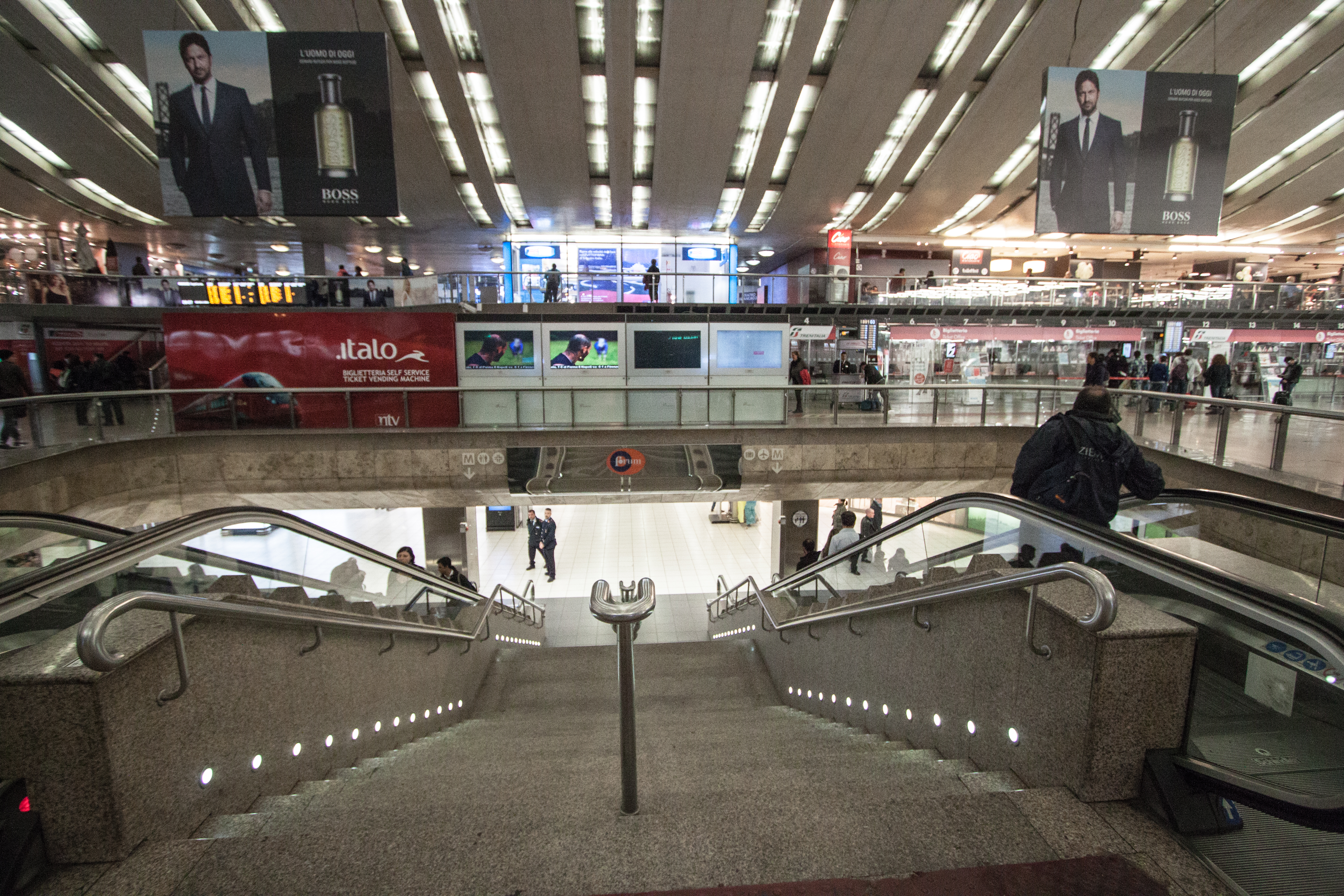
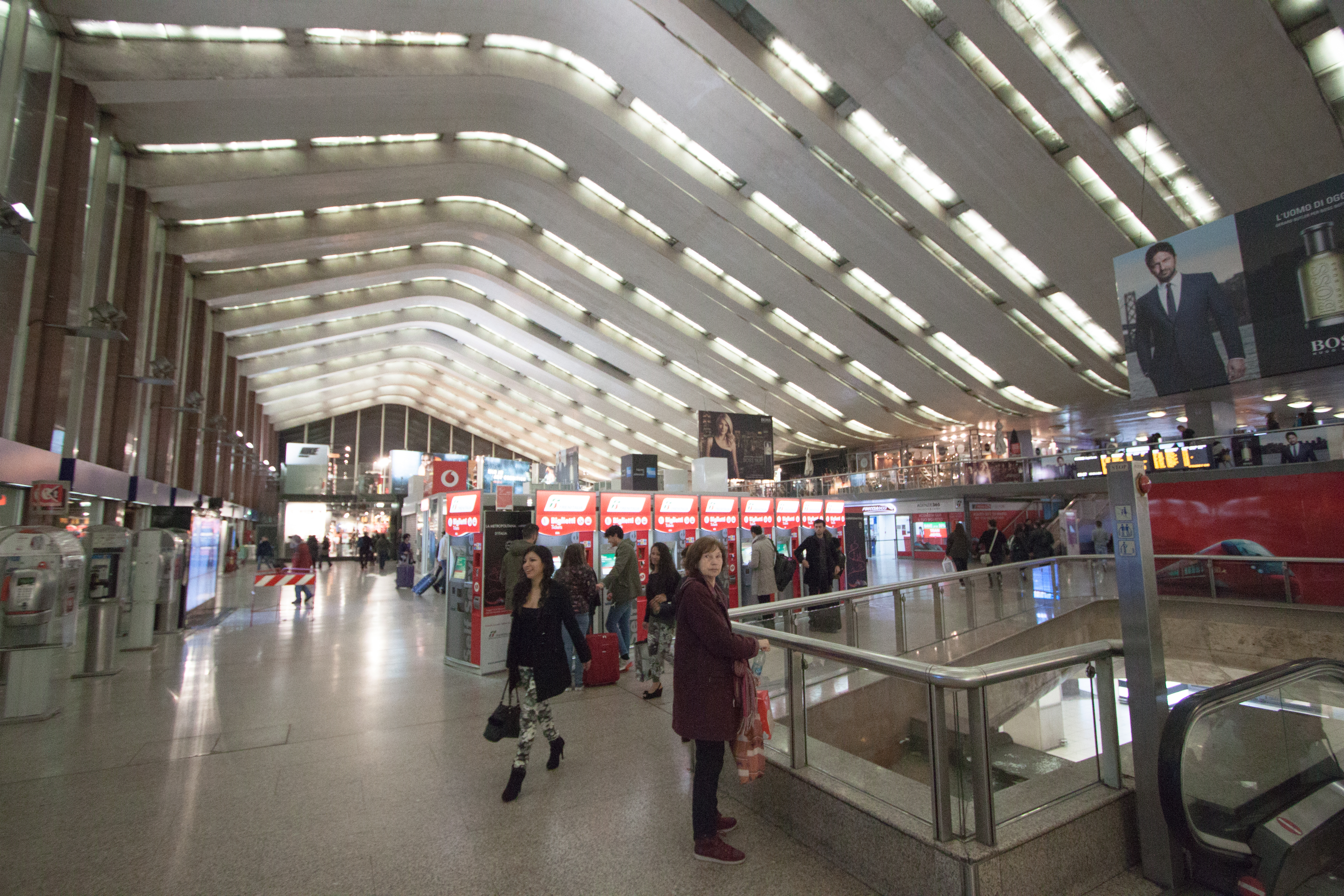

## A pályaudvar a filmekben
- Stazione Termini (1953)
- Indiscretion of an American Wife (1954)